# هوارد جونسون (لاعب كريكت)
هوارد جونسون (16 أغسطس 1964 في جامايكا - ) (بالإنجليزية: Howard Johnson)‏ هو لاعب كريكت أمريكي. شارك مع منتخب الولايات المتحدة الوطني للكريكت.